# 박건희 (축구 선수)
박건희(2004년 6월 28일 ~ )는 대한민국의 축구 선수로, 포지션은 공격수이다. 현재 K리그2 부산 아이파크 소속이다.